# نیکلس پینک
نیکلس پینک (به انگلیسی: Nicholas Pinnock؛ زادهٔ ۲ سپتامبر ۱۹۷۳) هنرپیشه اهل انگلستان است.